# Svend Aage Andersen (officer)
 Der er flere personer med dette navn, se Svend Aage Andersen.
Svend Aage Andersen (4. januar 1897 i København – 5. marts 1957) var en dansk officer og fodboldspiller, som vandt DM med B.93 1916, hvor han spillede otte kampe i perioden 1916-1918.

## Militær karriere
Andersen var søn af gymnastiklærer og krigsassessor Julius Bertram Theodor Andersen (1857-1930) og hustru Marit født Knudtson (1858-1911), blev student fra Østre Borgerdydskole 1915, premierløjtnant af artilleriet 1919, kaptajnløjtnant 1932, kaptajn 1933 og oberstløjtnant 1945. Han var tjenstgørende i den amerikanske hær 1928, i den engelske 1930 og i den svenske hær 1933. Han stod uden for nummer 1939-42 og 1943-45. Andersen blev luftværnsinspektør 1939, øverstkommanderende chef for Vestre Luftværnskommando 1940-45 og under Besættelsen chef for civilsektionen og pressestaben i Den Danske Brigade i Sverige 1944-45. Han fulgte med Den Danske Brigade til det besatte Tyskland, hvor han var stationeret 1947-48. Han blev chef for 14. Artilleriafdeling 1945 og for Artilleriets Befalingsmandsskoler 1949.
Andersen var leder af Den frivillige Luftmeldetjeneste 1932-40, medstifter af Dansk Luftværnsforening og medlem af foreningens landsråd og kursusudvalg samt foreningens landssekretær 1934-39. Han blev tildelt Det Krigsvidenskabelige Selskabs sølvmedalje (1928) og guldmedalje (1934) for værker om luftforsvar og luftbeskyttelse og skrev endvidere forskellige artikler, pjecer og lærebøger om luftværnsspørgsmål. Han var Ridder af Dannebrog, Dannebrogsmand, bar Hæderstegnet for god tjeneste ved Hæren og to svenske luftforsvarsmedaljer.

## Fodboldkarriere
I den afsluttede del af sæsonen 1915/1916 afløste Svend Aage Andersen i fire kampe landsholdsspilleren Victor Klein som angriber på B.93s hold. Han var i disse kampe med til at vinde klubbens første DM. 
Han blev gift 23. november 1923 med Asta Holga Meyer (9. april 1901 - ?), datter af grosserer Holger Martin Meyer (1870-1930) og hustru Elizabeth født Kjer (1869-1938).